# 阿圖羅·亞歷山德里

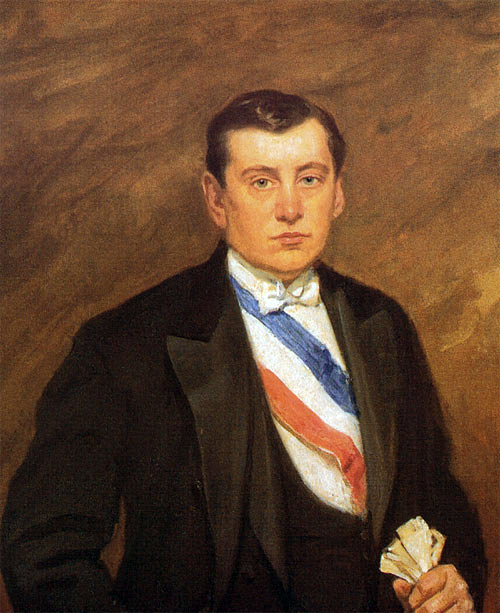
阿图罗·亚历山德里·帕尔马官方照.

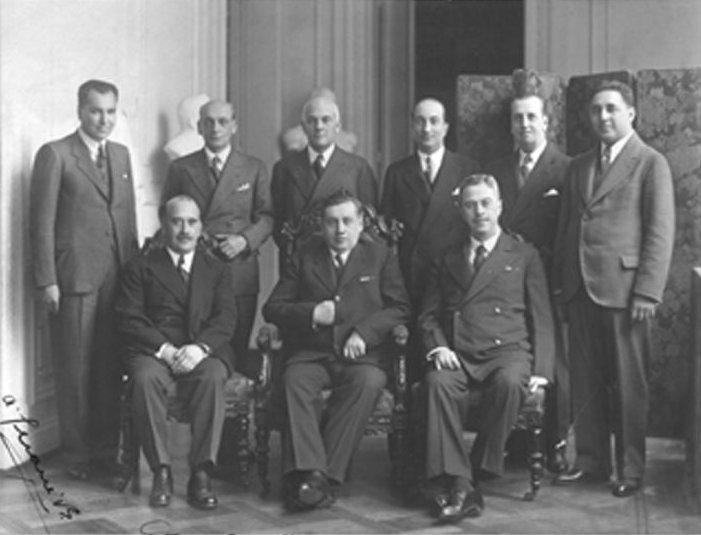
亚历山德里·帕尔马(坐在中间)和他的部长们,1934年4月。

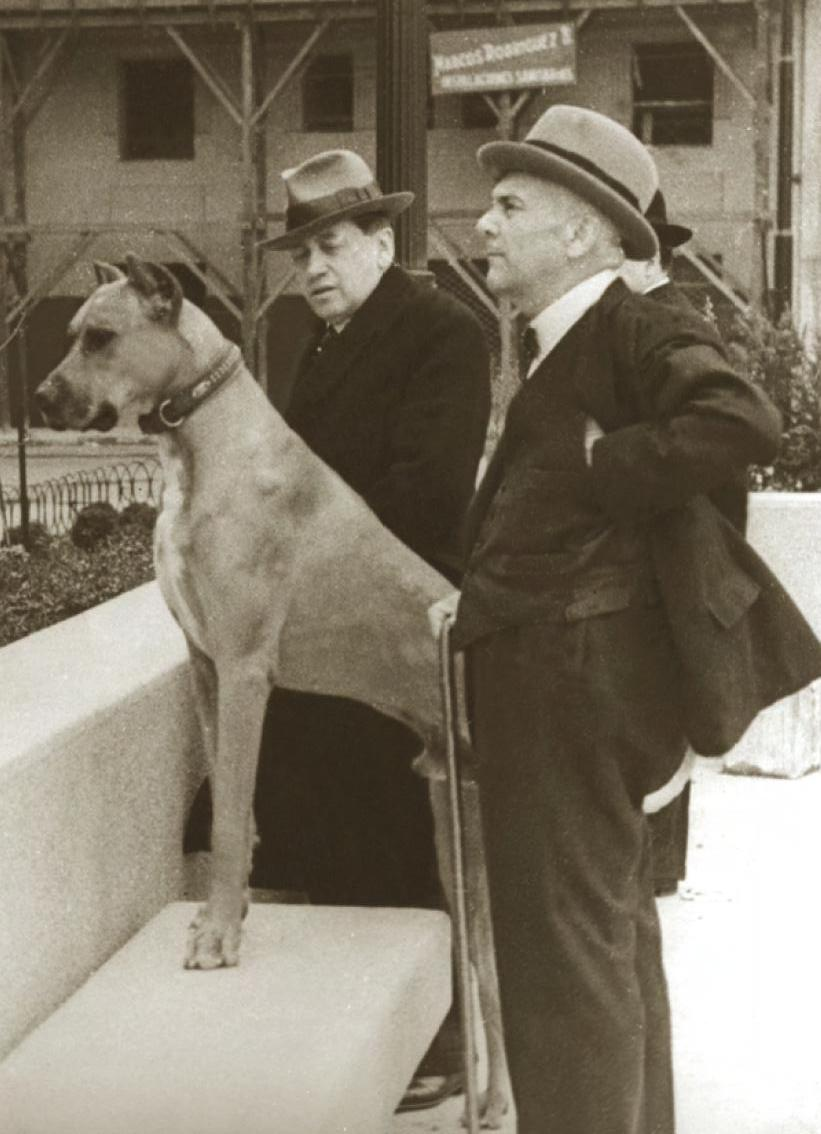
亚历山德里·帕尔马、古斯塔沃·罗斯和Ulk（狗）

阿图罗·福尔图纳托·亚历山德里·帕尔马（西班牙語：Arturo Fortunato Alessandri Palma，西班牙語發音：[aɾˈtuɾo aleˈsandɾi ˈpalma]；1868年12月20日—1950年8月24日），智利政治人物和改革家，曾两次担任智利总统（1920年到1924年、1925年、1932年到1938年）。

## 生平
亚历山德里·帕尔马是一个意大利移民的儿子，父亲是庄园农民。12岁时他与父亲和兄弟们进入圣心高校接受法国牧师教育。20岁时进入智利大学学习法律，1893年毕业。1891年在大学期间参与《司法报》（"La Justicia"）的编辑，反对当时的总统何塞·曼努埃尔·巴尔马塞达。毕业后当了律师，与罗莎·埃斯特·罗德里格斯•贝拉斯科结婚，有9个孩子。
他于1897年开始他的政治生涯，加入了自由党，被选为库里科(Curicó)选区议员，在这一区他连任了近20年。1915年他竞选塔拉帕卡省参议员，赢得了有争议的选举，获得了一个“塔拉帕卡狮子”（León de Tarapacá）的称号，他的个人魅力和演讲能力在群众中有很大的声望。
1920年，他代表自由联盟竞选共和国总统，以微弱的优势击败他的对手路易斯·巴罗斯·博尔戈尼奥，当选总统。他的政策有利于工人阶级，特别是硝石矿工人组成的团体，却对智利社会的其他保守行业造成极大的不安。由于反对派控制了国会，1924年总统和保守派之间的冲突加剧。1924年9月3日，一个56人军官组成的团体聚会抗议低工资，并于次日组成了一个“军事委员会”，9月5日，“军事委员会”要求亚历山德里总统解除包括战争部长在内的三个部长职务，制定新的劳动法和所得税法，提高军队的薪水。亚历山德里在压力下被迫任命路易斯·阿尔塔米拉诺将军为军队总检察长和新内阁首脑。9月8日，阿尔塔米拉诺要求国会通过八项法律，包括亚历山德里的劳动法。亚历山德里在9月9日辞职，并向美国大使馆要求政治避难。国会拒绝接受他的辞职，而是授予他6个月宪法休假。他随即离国前往意大利。9月11日一个军政府成立。
在Comité Obrero Nacional和其他劳工组织的呼吁下，亚历山德里以修改宪法、扩大总统权力为条件于1925年3月20日应召回国。他起草了一部新宪法，在8月30日获得134,421选民的投票批准，9月18日新宪法颁布。此外，他还成立了一个中央银行，在左翼和激进团体的支持下，开始进行自由主义改革。1925年3月，亚历山德里政府镇压示威，导致马卢西亚大屠杀和拉科鲁尼亚大屠杀发生。
1932年经济“大萧条”期间，亚历山德里再次出任总统。身为严格的宪政主义者，他主要靠右翼政治力量支持。由于他针对迅速蔓延的罢工活动宣布戒严状态，而失去大部分劳动者和中产阶级的支持，这些人参加了人民阵线。
1946年11月8日，亚历山德里当选参议员，重新表现出自由主义倾向，并在1942年和1946年参加了总统选举。他在1945年和1949年两次当选为智利参议院主席，1950年8月24日逝世，享年82岁。遺體安葬於聖地亞哥公墓。他的儿子费尔南多·亚历山德里接替他任参议院主席，他的另一个儿子豪尔赫·亚历山德里是1958年到1964年的智利总统。

## 备注
本条目包含来自公有领域出版物的文本: Chisholm, Hugh (编).  (第11版). London: Cambridge University Press. 1911.